# Algoritmo do elevador
O algoritmo do elevador (também conhecido por SCAN) é um algoritmo de escalonamento do disco. O seu nome provém do seu comportamento se assimilar ao de um elevador. 
O braço ao percorrer o disco entre dois setores do disco (distantes entre si) aproveita e capta informação de sectores intermédios. Evitando que exista starvation de processos do disco e diminuindo o tempo médio de procura no disco (seek time) . As desvantagens da sua utilização caem sobre o aumento substantivo da latência de rotação, em certos casos, chegando a atingir valores na ordem do tempo de procura no disco.